# Зоргане, Адем
Адем Зоргане (фр. Adem Zorgane; род. 6 января 2000, Сетиф) — алжирский футболист, полузащитник клуба «Юнион» и сборной Алжира.

## Клубная карьера
Зоргане — воспитанник клубов «ЕС Сетиф» и «Параду». 13 августа 2018 года в матче против «МК Алжир» он дебютировал в чемпионате Алжира в составе последнего. 19 октября в поединке против «Сауры» Адем забил свой первый гол за «Параду». Летом 2021 года Зоргане перешёл в бельгийский «Шарлеруа», подписав контракт на четыре года. 23 июля в матче против «Эйпена» он дебютировал в Жюпиле лиге. 8 августа в поединке против «Ауд-Хеверле Лёвен» Адем забил свой первый гол за «Шарлеруа». 

## Международная карьера
21 сентября 2019 года в отборочном матче чемпионата африканских наций 2020 против сборной Марокко Зоргане дебютировал за сборную Алжира. В 2022 году Беннасер в третий раз принял участие в Кубке Африки 2021 в Камеруне. На турнире он был запасным и на поле не вышел.